# Ramón de Posada y Soto
Ramón de Posada y Soto   (Onao, Cangas de Onís, Asturias, 3 de enero de 1746 - † Toledo, enero de 1815) fue un jurista, escritor y académico español. Fue el primer presidente del Tribunal Supremo.

## Biografía
Licenciado en Derecho, ocupó la secretaría del claustro de la Universidad de Valladolid y, todavía en su juventud, logró convertirse en miembro de la Academia de Bellas Artes de San Fernando. Accedió a la carrera judicial, ingresando como oidor en la Audiencia de Guatemala (1774). Fue nombrado fiscal de Real Hacienda de la Audiencia de México (1779) y años más tarde (1793) fiscal de negocios de la Nueva España en el Consejo Superior de Indias, órgano en el que también fue oidor. Ministro togado (1802), en 1808 se trasladó a Cádiz al producirse la invasión francesa. En 1812 las Cortes le nombraron presidente del recién creado Tribunal Supremo, cargo que ocupó durante dos años hasta la supresión del alto tribunal al producirse la restauración del absolutismo.
Ramón Posada y Soto fue autor de varias obras entre las que se pueden citar Sobre el comercio libre de harinas y Sobre exención de alcabalas a los utensilios y géneros que consumen las minas de Nueva España.
Le fue concedida la gran cruz de la Orden de Carlos III.
| Predecesor: Cargo de nueva creación | Presidente del Tribunal Supremo 1812 - 1814 | Sucesor: Órgano suprimido Antonio Cano Ramírez de Arellano (En 1820) |